# Ceromella pallida
Espèce
Synonymes
- Ceroma pallidum Pocock, 1900

Ceromella pallida est une espèce de solifuges de la famille des Ceromidae.

## Distribution
Cette espèce est endémique d'Afrique du Sud. Elle se rencontre vers Garies.

## Description
Le mâle holotype mesure 10 mm.

## Publication originale
- Pocock, 1900 : Some new or little-known Thelyphonidae and Solifugae. Annals and Magazine of Natural History, sér. 7, vol. 5, p. 294-306 (texte intégral).